# Patellapis interstitialis
Patellapis interstitialis là một loài Hymenoptera trong họ Halictidae. Loài này được Cameron mô tả khoa học năm 1903.